# Чанак (Плитвичка Језера)
Чанак је насељено мјесто у Лици, у општини Плитвичка Језера, Личко-сењска жупанија, Република Хрватска.

## Географија
Чанак је удаљен око 27 км западно од Коренице.

## Историја
Чанак се од распада Југославије до августа 1995. године налазио у Републици Српској Крајини. До територијалне реорганизације у Хрватској насеље се налазило у саставу бивше велике општине Кореница.

## Становништво
Према попису из 1991. године, насеље Чанак је имало 302 становника. Према попису становништва из 2001. године, Чанак је имао 91 становника. Насеље је према попису становништва 2011. године имало 53 становника.
| Демографија | Демографија | Демографија |
| Година      | Становника  | Становника  |
| ----------- | ----------- | ----------- |
| 1948.       | 679         |             |
| 1953.       | 614         |             |
| 1961.       | 549         |             |
| 1971.       | 457         |             |
| 1981.       | 370         |             |
| 1991.       | 302         |             |
| 2001.       | 91          |             |
| 2011.       |             | 53          |

## Попис 1991.
На попису становништва 1991. године, насељено место Чанак је имало 302 становника, следећег националног састава:
| Попис 1991.‍  | Попис 1991.‍  | Попис 1991.‍ | Попис 1991.‍ | Попис 1991.‍ |
| ------------ | ------------ | ----------- | ----------- | ----------- |
|              |              |             |             |             |
| Хрвати       | Хрвати       |             | 293         | 97,01%      |
| Македонци    | Македонци    |             | 1           | 0,33%       |
| Срби         | Срби         |             | 1           | 0,33%       |
| остали       | остали       |             | 1           | 0,33%       |
| неопредељени | неопредељени |             | 3           | 0,99%       |
| непознато    | непознато    |             | 3           | 0,99%       |
| укупно: 302  |              |             |             |             |